# Плоска (комуна)
Плоска (рум. Plosca) — комуна у повіті Телеорман в Румунії. До складу комуни входить єдине село Плоска.
Комуна розташована на відстані 88 км на південний захід від Бухареста, 15 км на північний захід від Александрії, 111 км на схід від Крайови.

## Населення
За даними перепису населення 2002 року у комуні проживали 6578 осіб.
Національний склад населення комуни:
| Національність | Кількість осіб | Відсоток |
| -------------- | -------------- | -------- |
| румуни         | 6504           | 98,9%    |
| цигани         | 71             | 1,1%     |
| турки          | 2              | < 0,1%   |

Рідною мовою назвали:
| Мова      | Кількість осіб | Відсоток |
| --------- | -------------- | -------- |
| румунська | 6575           | > 99,9%  |
| турецька  | 2              | < 0,1%   |
| німецька  | 1              | < 0,1%   |

Склад населення комуни за віросповіданням:
| Релігія        | Кількість осіб | Відсоток |
| -------------- | -------------- | -------- |
| православні    | 5823           | 88,5%    |
| адвентисти     | 716            | 10,9%    |
| баптисти       | 36             | 0,5%     |
| мусульмани     | 2              | < 0,1%   |
| греко-католики | 1              | < 0,1%   |